# Вертолет
Вертолетът (от руски: вертолёт, свързвано с вертикалното излитане; грешно въртолет, от въртене) или хеликоптер е вид летателен апарат.
Той излита и каца основно вертикално и в редки случаи хоризонтално, но при ниска скорост. Може да зависва във въздуха и да се движи във всяка посока. Необходимата за полет подемна сила се създават от един или няколко носещи винта, задвижвани от двигатели (най-често газова турбина). Опашният винт служи за уравновесяване на въртящия момент на носещия винт и за завъртане на кабината. Управлението на летателния апарат се осъществява чрез промяна на наклона на лопатите на витлото, динамично по време на въртенето им, посредством наклонителен апарат.

## Наименование
Терминът „хеликоптер“ е съставен от 2 старогръцки думи: хеликс/хелик- (ἕλιξ) – „спирала, винт, вихър“, и птерон (πτερόν) – „крило“. Думата хеликоптер (hélicoptère) е въведена като понятие и адаптирана във френския език от Гюстав Понтон д'Амекур (Gustave Ponton d'Amécourt) през 1861 г.
В СССР отначало също е възприето названието хеликоптер. Първият проект „Ми-1“ на такъв летателен апарат при техническото задание и конструирането му е регистриран като ГМ-1 (Геликопте́р Миля-1). През 1959 г. съветска делегация, в състава на която е включен авиоконструкторът Михаил Леонтиевич Мил (конструктор на „Ми-1“), получава образци на вертолети на американската фирма Sikorsky Aircraft. Така в СССР с появата на образеца на американската хеликоптерна техника Vertol V-44 думата „вертолёт“ (от „вертится“ – върти се, и „летает“ – лети) измества думата хеликоптер, макар да се отнася за едни и същи летателни апарати и за използването на един и същ принцип на летене. Наименованието на бившия американски производител Vertol (купен от Boeing през 1960 г. и преименуван на Boeing Vertol) е акроним на "vertical takeoff and landing" (вертикално излитане и кацане).
В България са популярни и се използват и двете наименования. Поради първоначалния внос на такива летателни апарати от СССР е широко възприето наименованието на производителя и доставчика вертолет. В по-новата учебна литература (напр. в тази за гражданската авиация) за летателните апарати с носещ винт от този вид се ползва и названието хеликоптери, а за базите, въоръжени с такава авиационна техника – авиобази с хеликоптери.

## История
Първият засвидетелстван исторически документ на идеята за витлов полет от древността е на китайска рисунка от около 400 г. пр.н.е. На нея са изобразени деца, държащи играчка, наподобяваща вертолет – пръчки със закрепени на върховете им листа, които се въртят като витлата на съвременните вертолети.
През III век пр.н.е. Архимед от Сиракуза създава опитна система с витла, въртящи се под въздействието на слънчевата светлина.
Най-ранният известен чертеж на вертолет е направен от Леонардо да Винчи през 1483 г. По чертежа е създаден модел, който се намира в Природонаучния музей в Лондон.
Първият патент на хеликоптер е регистриран в Англия през 1859 г. от Хенри Брайт. Състои се от 2 противоположно въртящи се аксиално разположени винтове, на които едно над друго са закрепени витлата. В средата на XIX век такава машина не може да полети поради липсата на двигател, подходящ по мощност и тегло.
През 1907 г. братята Луис и Жак Бреге създават жироплан с двигател, движещ 4 независими един от друг винта. Полетът е неконтролируем, като за запазване баланса на машината са използвани 4 въжета, придържани от помощници. Полетът трае около 1 мин., достигната е височина 60 cm.
Първият свободен контролиран вертикален полет с хеликоптер, без да има връзка със земята, е осъществен от французина Пол Корню на 13 септември 1907 г. Година по-късно, през 1908 г., братята Бреге създават нов модел на хеликоптер с монтиран двигател Renault (55 hp) и два противоположно въртящи се винта. Полетът е извършен на 22 юли 1908 г., като е постигната височина 4,5 m.
През 1939 г. руският имигрант в САЩ авиоинженер Игор Сикорски конструира първообраза на съвременния хеликоптер – Vought-Sikorsky 300, трилопатен носещ винт, разполагащ с двигател с мощност 75 hp. Първият от 3-те успешни полета е извършен на 26 май 1940 г.

## Класификация
Развитието на хеликоптерите преминава през няколко етапа, като в зависимост от монтирането на по-съвършени двигатели, електронно оборудване и използването на различни възли и агрегати могат да се обособят няколко поколения.
- Първо поколение. Хеликоптерите от първо поколение се появяват в 1950-те години. На тях са монтирани бутални двигатели, развиват неголяма скорост, имат ниска товароподемност и малка далечина на полета. Към това поколение могат да бъдат включени следните модели: S-51, S-58, HTK-1, Bell-47, HSL-1, Ми-1, Ми-4, Ка-10, Ка-18 и др.

- Второ поколение. Хеликоптерите от второ поколение се появяват през 1960-те години. Снабдени са с газотурбинни двигатели, позволяващи значително увеличаване на товароподемността им и подобряване на летателните им характеристики. Имат усъвършенствана конструкция на носещите и опашните винтове, използва се система за автоматична стабилизация по време на полет. Към това поколение спадат хеликоптерите Bell 204, Bell 205, Bell 206 и Bell 209. Sikorsky S-16, Sikorsky S-26, Sikorsky S-64 и Sikorsky S-65, Kaman HH-43, UH-2, Hiller OH-5, Huages OH-6, Ка-22, Ка-25 и Ка-26, Ми-2, Ми-6, Ми-8, Ми-10 и др.
- Трето поколение. Хеликоптерите от трето поколение се появяват в началото на 1970-те години. Имат усъвършенствана обща конструкция, подобрени аеродинамични качества, напълно ново електрооборудване, притежават висока икономичност. Към това поколение спадат моделите Bell-222, Bell-230, McDonnell Duglas AH-64, Bo-105, Sikorsky S-70, Aérospatiale SA 330 Puma, Dofen, Linx, Ми-24, Ка-23 и др.
- Четвърто поколение. Хеликоптерите от четвърто поколение се появяват в средата на 1970-те години. При тях широко е застъпено използването на композитни материали, монтира се усъвършенствано електрооборудване, позволяващо им да извършват полети в сложни метеорологични условия и нощем. Към това поколение спадат моделите EC-120, S-76S+, Ка-27, Ка-29, Ка-31, Ка-32, Ми-26 и Ми-34.
- Пето поколение. Хеликоптерите от пето поколение се появяват в началото на 1990-те години. Те са напълно компютъризирани, като при управлението им се използват многофункционални дисплеи, усъвършенствана система за управление на полета и цифрова система за управление работата на двигателите. Към това поколение могат да бъдат включени моделите RAH-66, EH-101, NH-90, Ec-135, Eurocopter Tiger, Ми-38, Ми-46, Ка-50, Ка-62, Ка-226 и много други.